# أندرو غرانفيل
أندرو غرانفيل (بالإنجليزية: Andrew Granville)‏ هو رياضياتي كندي، ولد في 7 سبتمبر 1962 في لندن في المملكة المتحدة.